# Bernard-Othon de Niort

Wappenschild Bernard-Othons de Niort (Farben sind spekulativ)

Bernard-Othon de Niort (* um 1201; † um 1245), auch Bernart-Oth d’Aniort, war Herr (Seigneur) von Niort in der Region Razès und von Montréal. Er war der letzte Seigneur von Laurac.

## Biografie
Bernard-Othon war der Sohn von Guillaume de Niort und Esclarmonde de Montréal-Laurac; somit war er der Enkel von Sicard und Blanche de Laurac. Seine Brüder waren Géraud de Niort, Guillaume Bernard und Raymond de Roquefeuille. Sowohl seine Eltern und Großeltern als auch seine Geschwister waren Anhänger des Katharerglaubens Okzitaniens.
Er selbst wurde im Alter von fünf oder sechs Jahren seiner Großmutter Blanche de Laurac anvertraut, die in Laurac ein offenes Haus für Mitglieder der Katharerbewegung unterhielt.
Er war verheiratet mit Nova du Cabaret, die einer anderen, dem Katharerglauben nahestehenden Familie entstammte (vgl. Lastours). Sein Leben – soweit es bekannt ist – trägt die Züge eines Ritterromans:

## Daten
- 1213: Teilnahme an der Schlacht von Muret auf Seiten der Kreuzritter zusammen mit seinem Vater und seinen Brüdern Géraud, Guillaume und Raymond de Roquefeuille
- 1220: Hilfe für den ersten Katharerbischof von Toulouse Guilhabert de Castres und Befreiung Raymond Aguilars aus der von Amaury de Montfort belagerten Stadt Castelnaudary
- 1226: Zusammen mit Olivier de Termes und anderen Faydits entkommt er nach Limoux. Er erhält die Verfügungsgewalt über Laurac, dem Erbe seiner Großeltern, aus den Händen des französischen Königs Ludwig IX.
- 1228/9: Verteidigung der Burg von Cabaret (Châteaux de Lastours) gegen die Kreuzritter
- 1230: Verteidigung Marseilles gegen einen Angriff des provençalischen Grafen Raimund Berenger IV.
- 1230: In der Schlacht von Verfeil gegen die Truppen des Bischofs Foulques trifft ihn ein Pfeil; er empfängt das consolamentum, aber er entkommt dem Tod. Unmittelbar nach seiner Genesung nimmt er den Kampf wieder auf, wird gefangen genommen, aber gegen einen Häftling aus seiner Stammburg Niort ausgetauscht.
- 1232: Zusammen mit seinem Sohn und seinem Bruder Bertrand greift er Besitzungen des Erzbistums Narbonne an.
- 1234: Er bietet Katharerflüchtlingen in seiner Burg Niort Schutz an.
- 1235: Das Inquisitionsgericht von Carcassonne verurteilt die Mitglieder der gesamten Familie Niort als Ketzer und beschlagnahmt ihren Besitz. Sein Bruder Guillaume Bernard, der einzige, der vor dem Tribunal erschienen war, wird zu lebenslanger Kerkerhaft verurteilt.
- 1240: Er teilt das Gefängnis mit seinem Bruder Guillaume, doch ihr Bruder Géraud unterwirft sich dem französischen König. Beide werden unter Auflagen freigelassen.
- 1243: In einem Prozess in Carcassonne wird er von Mitgliedern des Templerordens wegen der (angeblichen) Zugehörigkeit zu einer Bande angeklagt.

Danach verliert sich seine Spur. In einem – von ihrer Schwester Esclarmonde betriebenen – Prozess im Jahre 1259/60 werden er und seine Brüder posthum rehabilitiert.